# Halopteris concava
Halopteris concava är en nässeldjursart som först beskrevs av Chantal Billard 1911.  Halopteris concava ingår i släktet Halopteris och familjen Halopterididae. Inga underarter finns listade i Catalogue of Life.